# Max Kaminsky
Max Kaminsky (Brockton, 7 settembre 1908 – New York (Castle Point), 6 settembre 1994) è stato un trombettista e bandleader statunitense.

## Biografia

### Primi anni
Kaminsky nacque a Brockton, Massachusetts, vicino a Boston, da una famiglia ebrea. Iniziò la sua carriera a Boston nel 1924 e, nel 1928, lavorò a Chicago con George Wettling e Frank Teschemacher alla Cinderella Ballroom e a New York per un breve periodo nel 1929 con Red Nichols. Era noto principalmente per l'esecuzione nel linguaggio Dixieland. una volta ha suonato per la Original Dixieland Jass Band.
Dal 1933 al 1938 lavorò in orchestre da ballo piuttosto commerciali, ma allo stesso tempo registra con Eddie Condon, i Chocolate Dandies di Benny Carter (1933) e con Mezz Mezzrow (1933-34). Suonò con Tommy Dorsey (1936, 1938) e Artie Shaw (brevemente nel 1938),  con Bud Freeman (1939-40) e  di nuovo con Shaw (1941-43),  con la cui band della marina Kaminsky fece un tour nel Sud Pacifico.
Dal 1942 partecipò ad importanti concerti a New York organizzati da Condon alla Carnegie Hall e alla Town Hall,  dall'anno successivo suono in vari gruppi di Dixieland con. Lavorò anche negli anni quaranta con Sidney Bechet, George Brunis, Art Hodes, Joe Marsala, Willie "The Lion" Smith e Jack Teagarden. Il 15 dicembre 1949 suonò all'apertura del Birdland, con Charlie Parker, Lester Young, Hot Lips Page e Lennie Tristano.
Iniziò a lavorare come musicista per programmi televisivi e, per diverse stagioni, diresse la band di Jackie Gleason, fece tournée in Europa con Teagarden e nel 1957 con gli All Stars di Earl Hines,  si esibì al Metropole e al Ryan a New York (a intervalli dalla fine degli anni sessanta al 1983), suonò al  Newport Jazz Festival e alla Fiera Mondiale di New York (1964-1965).
Nel 1975-76 fece registrazioni come leader che illustrano bene il suo stile, che è pieno, economico e swing alla maniera di King Oliver, Freddie Keppard e Louis Armstrong
My Life in Jazz, l'autobiografia di Kaminsky scritta con V. E. Hughes, è stata pubblicata nel 1963 e si concentra sulla sua carriera iniziale.

## Morte
Morì il 6 settembre 1994, il giorno prima del suo 86º compleanno. La collezione di fotografie, nastri da bobina a bobina e manufatti jazz del trombettista è ospitata presso l'Hogan Jazz Archive dell'Università Tulane di New Orleans. La sua famiglia riteneva che l'ubicazione nell'università fosse la più adatta per la donazione.

## Galleria d'immagini

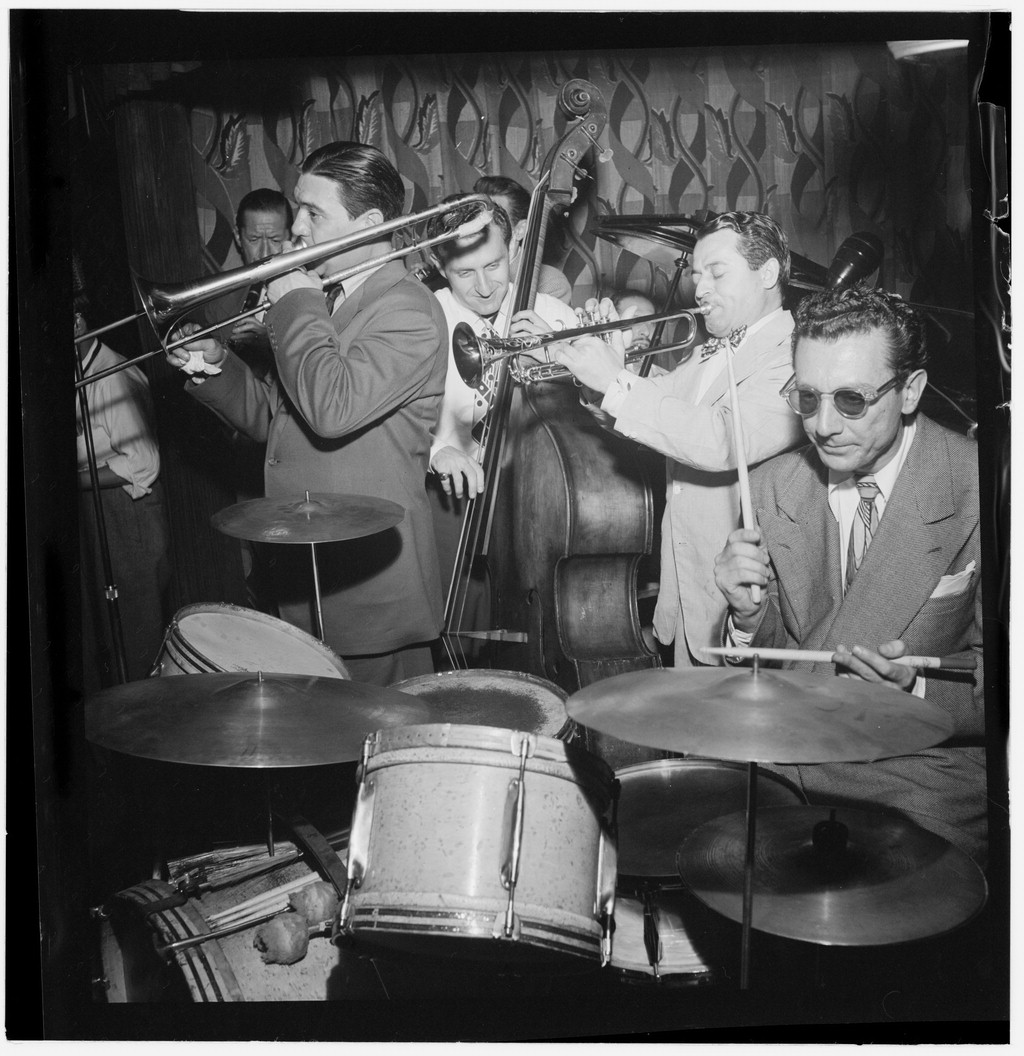
Jack Teagarden, Jack Lesberg e Max Kaminsky, Famous Door, New York, ca. Luglio 1947 (William P. Gottlieb)
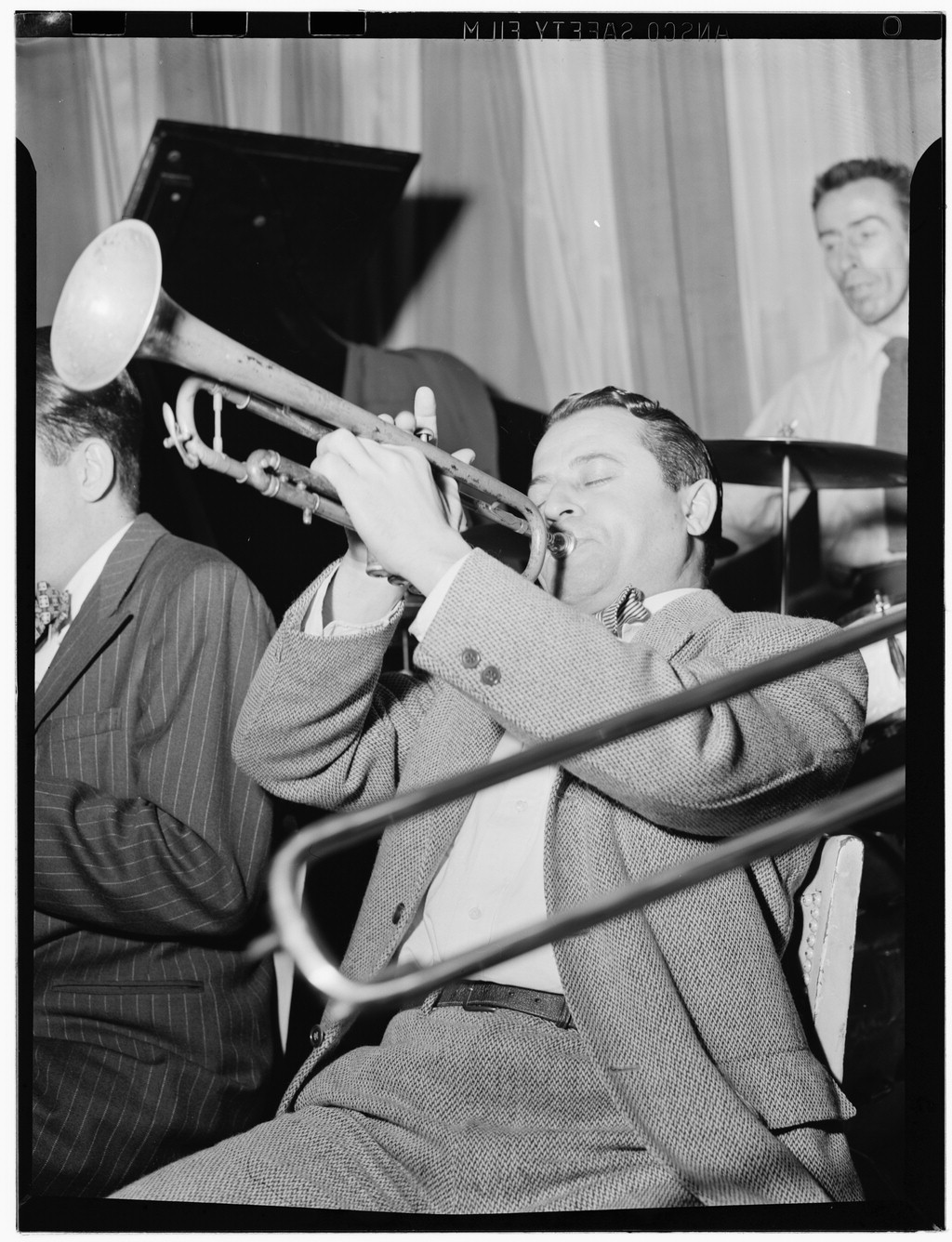
Ritratto di Max Kaminsky e Dave Tough, Eddie Condon, New York, ca. dicembre 1946
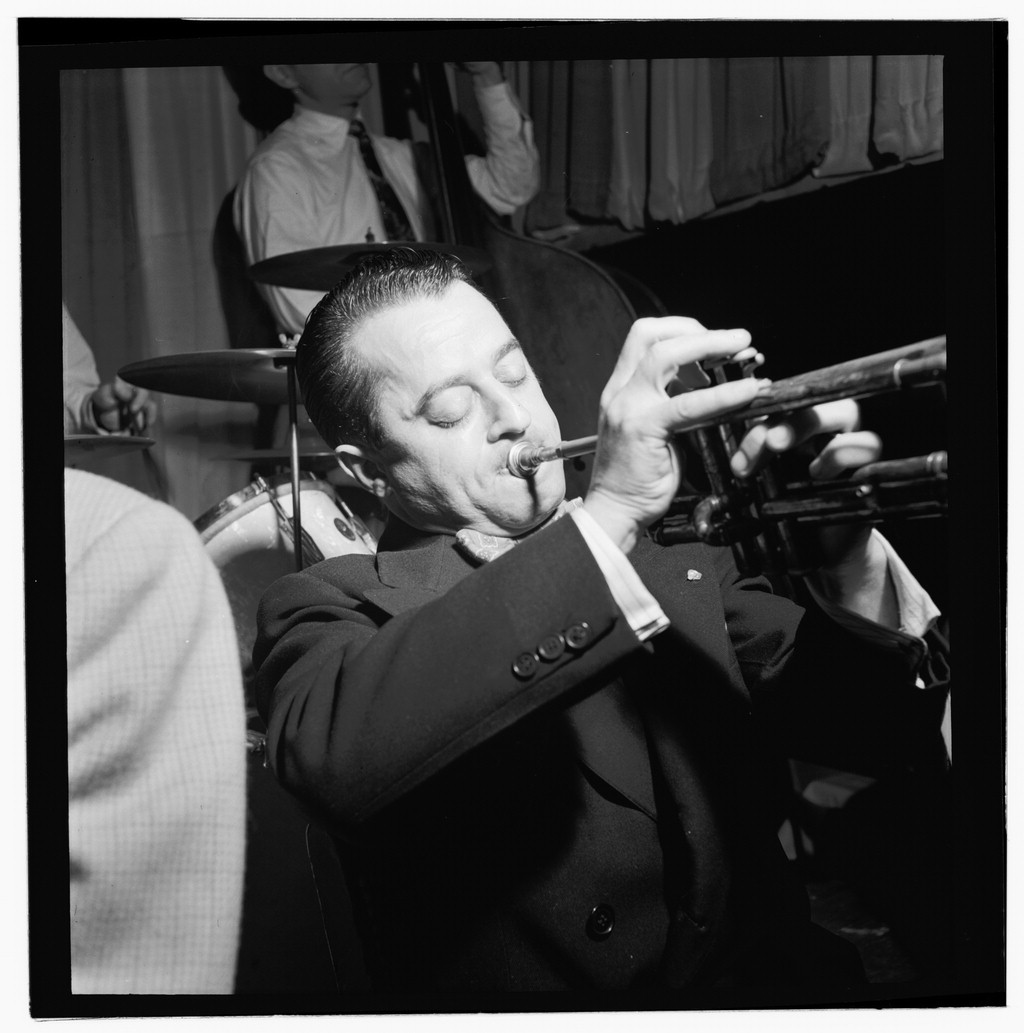
Ritratto di Max Kaminsky, Eddie Condon, New York, N.Y., ca. settembre 1946
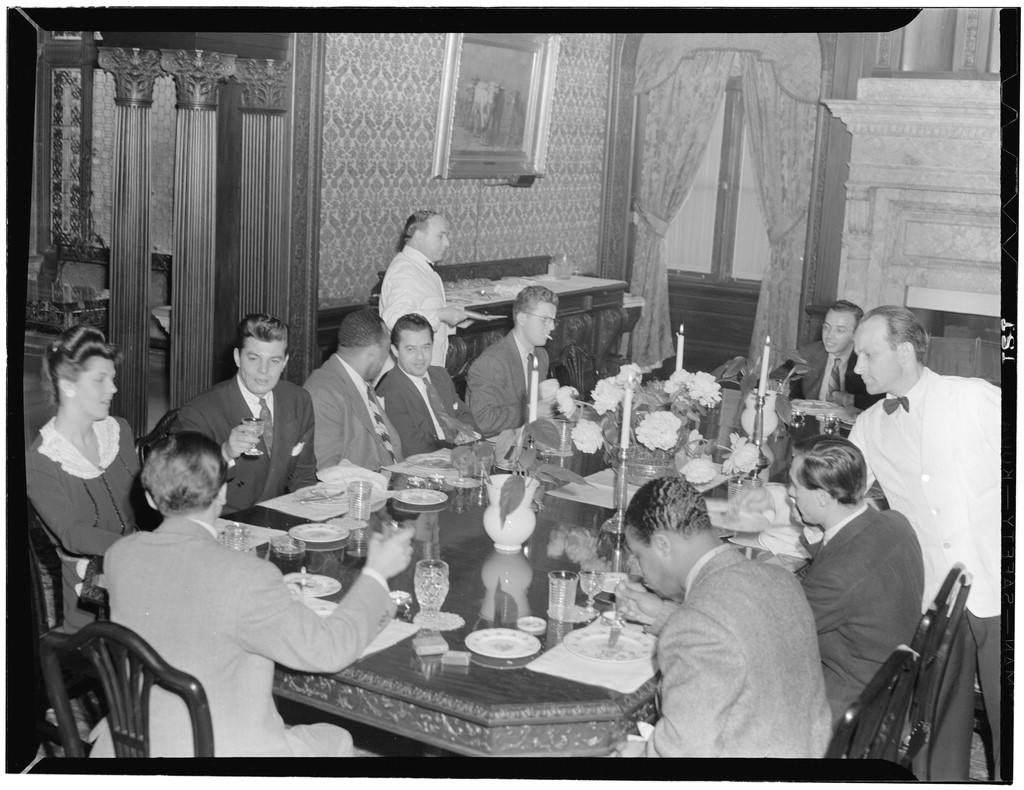
Ritratto di Nesuhi Ertegun, Adele Girard, Joe Marsala, Zutty Singleton, Max Kaminsky, Ahmet M. Ertegun, Sadi Coylin e Benny Morton, Ambasciata turca, Washington, D.C., tra il 1938 e il 1948